# Sargent Shriver
Robert Sargent Shriver Jr., född 9 november 1915 i Westminster, Maryland, död 18 januari 2011 i Bethesda, Maryland, var en amerikansk politiker och diplomat, medlem i det demokratiska partiet.

## Biografi
Shriver var 1961-66 den förste chefen för den amerikanska Fredskåren, The Peace Corps, grundad av John F. Kennedy. Shriver var sedan USA:s ambassadör i Frankrike mellan 1968 och 1970. I presidentvalet 1972 var han George McGoverns vicepresidentkandidat, men de förlorade mot den sittande presidenten Richard Nixon. 1976 gjorde Shriver ett misslyckat försök att bli demokraternas presidentkandidat.
Shriver var gift med Eunice Kennedy Shriver och därmed ingift i Kennedyklanen. Han var far till nyhetsjournalisten Maria Shriver. Shriver avled 2011 av Alzheimers sjukdom.